# Anguillarieae
Anguillarieae, maleni biljni tribus, dio porodice mrazovčevki. Pripadaju mu dva roda, jedan monotipičan, sa ukupno 55 vrsta geofita, iz Afrike, Australije i Novog Zelanda.

## Rodovi
1. Baeometra Salisb. (1 sp.)
2. Wurmbea Thunb. (54 spp.)